# Philip Thicknesse

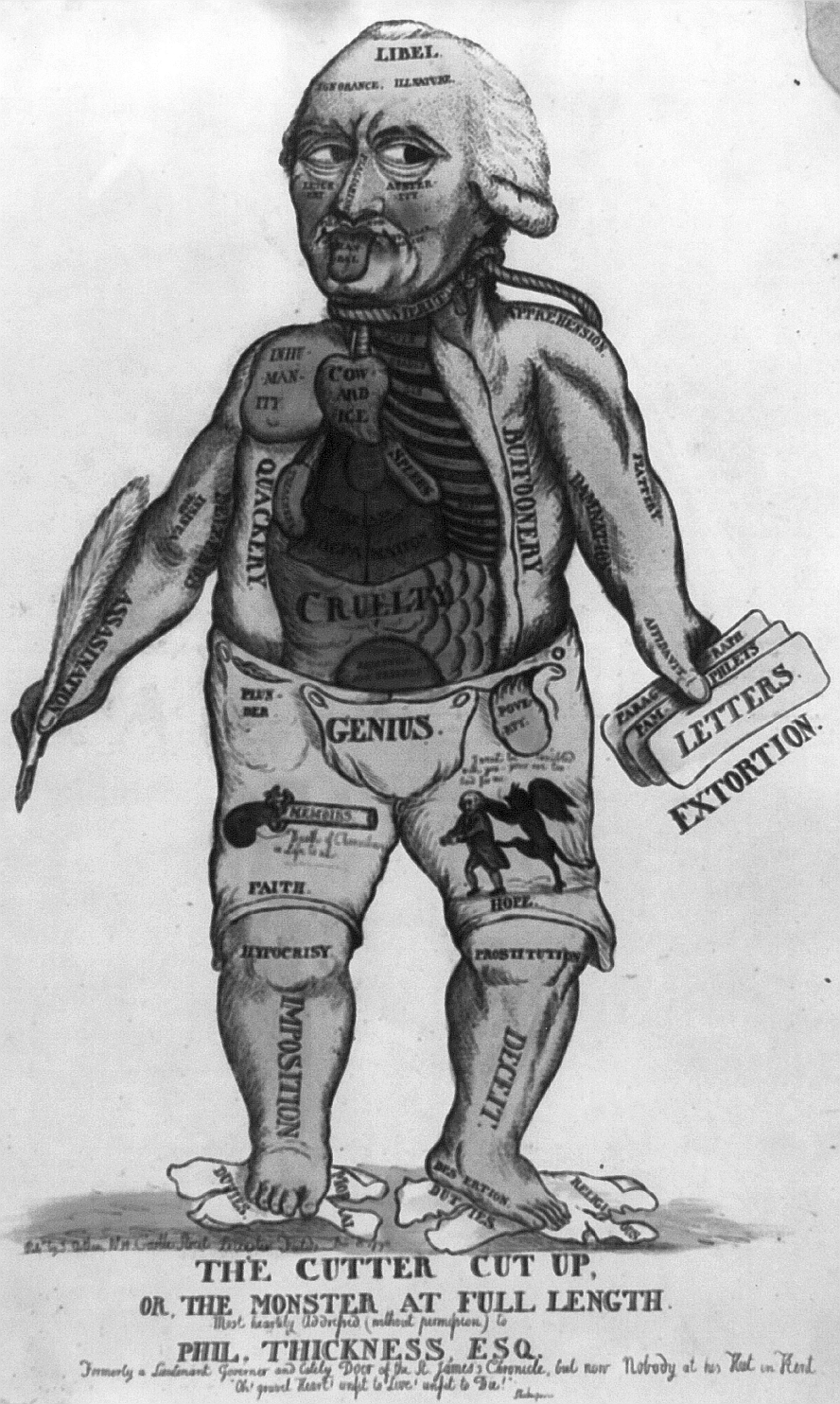
Caricatura de Philip Thicknesse.

Philip Thicknesse (1719 - 1792), militar y escritor inglés.
Ocupó puestos de responsabilidad en la administración colonial, lo que lo llevó a Norteamérica, las Antillas y el Mediterráneo. De vuelta a Gran Bretaña, conoció al gran pintor Thomas Gainsborough, convirtiéndose en su mecenas durante veinte años (1754-1774). Problemas legales derivados de una herencia perdida en apelación ante la Cámara de los Lores lo llevaron en 1775 a abandonar el país con toda su familia estableciéndose en España por un breve periodo de tiempo; en Barcelona conoció a sir Thomas Gascoyne y Henry Swinburne. En 1776 volvió a Gran Bretaña, aunque realizó varios viajes al continente, donde finalmente murió en 1792.
Escribió varios libros de viajes, el más conocido de los cuales es A year's journey through France and part of Spain (1777), que tuvo entre sus subscriptores a Grimaldi, William Bowles y Bernardo del Campo. Otros de ellos tratan sobre Francia, Austria, etcétera.

## Fuente
- Ana Clara Guerrero, Viajeros británicos en la España del siglo XVIII. Madrid: Aguilar, 1990.